# Kirk Whalum
Kirk Whalum (Memphis, 11 luglio 1958) è un sassofonista e cantautore statunitense.

## Biografia
Kirk Whalum è nato a Memphis, nel Tennessee.  Ha frequentato la Melrose High School e la Texas Southern University, dove è stato membro della rinomata Ocean of Soul Marching Band.  Oltre a cantare nel coro della chiesa di suo padre, Whalum ha iniziato ad amare la musica da sua nonna, Thelma Twigg Whalum, un'insegnante di pianoforte, e da due zii, Wendell Whalum e Hugh "Peanuts" Whalum, che si sono esibiti con gruppi jazz in tutto il paese.  Ha detto alla rivista Ebony Man di John H. Johnson in un profilo del 1994: "La musica che mi piace suonare e scrivere comprende i quattro elementi con cui sono cresciuto: Memphis R&B, gospel, rock e jazz. L'enfasi, però, è sulla melodia.
Nel 1986, si è esibito ai concerti giganti di Jean Michel Jarre Rendez-Vous Houston e Rendez-Vous Lyon.  Ad ogni concerto, ha eseguito il brano "Last Rendez-Vous", noto anche come "Ron's Piece", al posto del comune amico di Jarre e Whalum, il sassofonista e astronauta Ron McNair, morto nel disastro del Challenger.
Whalum ha registrato un duetto con la cantante R&B, Jevetta Steele, intitolato "Love Is A Losing Game" nel 1993.
Whalum ha lavorato a numerose colonne sonore, tra cui Il principe delle maree, Boyz n the Hood, The Bodyguard, Grand Canyon e Cousins (film).
Nel 2005 Whalum ha registrato il Babyface Songbook (2005) con l'icona R&B Babyface le migliori canzoni degli ultimi 15 anni, tra cui "Exhale (Shoop Shoop)", "I'll Make Love to You", "When Can I See You" e  altri.  Si uniscono agli atti intimi ed eleganti altri notabili del jazz liscio, tra cui il trombettista Rick Braun, il sassofonista soprano Dave Koz e i chitarristi Norman Brown e Chuck Loeb, tra gli altri.  Nello stesso anno, ha anche eseguito una cover "Any Love" dell'album Forever, For Always, For Luther, che includeva altri grandi del jazz liscio, come il già citato Dave Koz, il bassista Marcus Miller, il sassofonista tenore Richard Elliot e il sassofonista contralto Mindi Abair  che copre le famose canzoni di Vandross.  Whalum ha anche contribuito al film documentario del 2008 Miss HIV.
Il 20 giugno 2014, Whalum è stato il vincitore inaugurale Jazz Legend del National Museum of African American Music a Nashville, Tennessee.  Nel settembre 2015, è stato annunciato che Whalum si sarebbe unito alla facoltà del Visible Music College di Memphis, Tennessee.

## Discografia
- Floppy Disk (1985)
- And You Know That (1988)
- The Promise (1989)
- Mad About the Wolf from Simply Mad About the Mouse (1991)
- Caché (1993)
- In This Life (1995)
- Joined at the Hip w/ Bob James (1996)
- Colors (1997)
- Gospel According to Jazz: Chapter 1 (1998)
- For You (1998)
- Unconditional (2000)
- Hymns in the Garden (2001)
- The Christmas Message (2001)
- The Best of Kirk Whalum (2002)
- Gospel According to Jazz: Chapter 2 (2002)
- Into My Soul (2003)
- Kirk Whalum Performs the Babyface Songbook (2005)
- Ultimate Kirk Whalum (2007)
- Roundtrip (2007)
- Promises Made: The Millennium Promise Jazz Project (2008)
- Everything Is Everything: The Music of Donny Hathaway (2010)
- The Gospel According to Jazz Chapter III (2010)
- Romance Language (2011)
- The Gospel According to Jazz Chapter IV (2014)